# Pölla (Gemeinde Leobersdorf)
Pölla ist ein abgekommener Ort in der Marktgemeinde Leobersdorf, Niederösterreich.
Der Ort wurde 1380 erstmals urkundlich erwähnt, hat nach der Parzelleneinteilung aus etwa 20 Häusern und 50 Gartengrundstücken bestanden, wird 1466 nurmehr als Überländ bezeichnet und war 1569 öde. Er soll sich südlich von Leobersdorf beim Heilsamen Brunnen befunden haben.